# Давид (име)
Давид, оригинално мушко библијско име (хебр. דָּוִד; стандардни хибру облик: Dávid, тиберски хибру облик: Dāwid — што значи „вољени, драги, љубљени“), после имена Мојсије и Абрахам, име је које се најчешће помиње у Библији. Име Давид налази се у календару Српске православне цркве. У Србији, име Давид је у периоду од 2003. до 2005 било на 31. месту.

## Облици имена
- Давуд
- Дејв (енг. Dave),
- Даф (Daf),
- Дако (Dakó),
- Дев (Dév),
- Давидко (Dávidkó),
- Дови (Davi),
- Дави (Dávi),
- Деви (Dévi),
- Дива (Diva),
- Даци (Dáci),
- Доша (Dósa),
- Дока (Dóka).

Женски облици имена су: Давида, Давина, Давидка.

## Имендани
- 1. март, Свети Давид од Велса,
- 20. јун,
- 29. децембар, краљ Давид,
- 30. децембар.

## Познате личности

### Свеци
- Свети цар Давид
- свети Давид Солунски
- Свети Давид Српски
- Свети Давид Велшки
- Свети Давид Евијски

### Владари
- Давид (דָּוִד), библијски владар Израела (c. 1011-971 BC)
- Српски кнежеви
  - Давид Немањић
- Јерменски принчеви
  - Давид Сахаруни — (David Saharuni)
  - Давид Бек — (David Bek)
- Етиопски владари
  - Давид I. — (Dawit I of Ethiopia)
  - Давид II. — (Dawit II of Ethiopia)
  - Давид III. — (Dawit III of Ethiopia)
- Грузијски краљеви, Принцеза Тао (Tao-Klarjeti)
  - Давид I. — (David I Kuropalates),
  - Давид II. — (David II of Georgia),
  - Давид III. — (David III of Tao),
  - Давид IV. — (David IV of Georgia),
  - Давид V. — (David V of Georgia),
  - Давид VI. — (David VI Narin),
  - Давид VII. — (David VII Ulu),
  - Давид VIII. — (David VIII of Georgia).
- Шкотски краљеви
  - Давид I. — (David I of Scotland),
  - Давид I. — (David II of Scotland).
- Остали владари
  - Дауд — (Da'ud), владар Селџук Турака у 11. веку,
  - Давид — (David of Taman), казарски владар у 10. веку.

### Биолози
- Дејвид Белами
- Дејвид Сузуки — (David Suzuki)

### Музичари
- Дејв Мастејн, гитариста
- Дејвид Ушер — (David Usher), британски музичар,
- Дејвид Боуи — британски музичар,
- Дејвид Гилмор — британски музичар.

### Спорт
- Дејвид Бекам — фудбалер,
- Дејв Андрејчук — (Dave Andreychuk), хокејаш,
- Давид Миладиновић — кошаркаш,
- Давид Бабунски — фудбалер,
- Давид Виља — фудбалер,
- Давид Силва — фудбалер,
- Давид Луиз — фудбалер,
- Давид Ферер — тенисер,
- Давид Налбандиан — тенисер,
- Давид де Хеа — фудбалски голман.

### Фиктивне Личности
- Давид Штрбац — српски национални херој